# همرسمیت آپولو
همرسمیت آپولو (انگلیسی: Hammersmith Apollo) یک سالن اجرای موسیقی در شهر لندن است.
این سالن که در تاریخ ۲۸ مارس ۱۹۳۲ تأسیس شده در سال ۲۰۱۳ بازسازی شده و ۳۶۵۵ نفر ظرفیت دارد. همرسمیت آپولو میزبان کنسرت خوانندگانی همچون بادی هالی در مارس ۱۹۵۸، متالیکا در سپتامبر ۱۹۸۶ و سلنا گومز در سپتامبر ۲۰۱۳ بوده است.

## نگارخانه

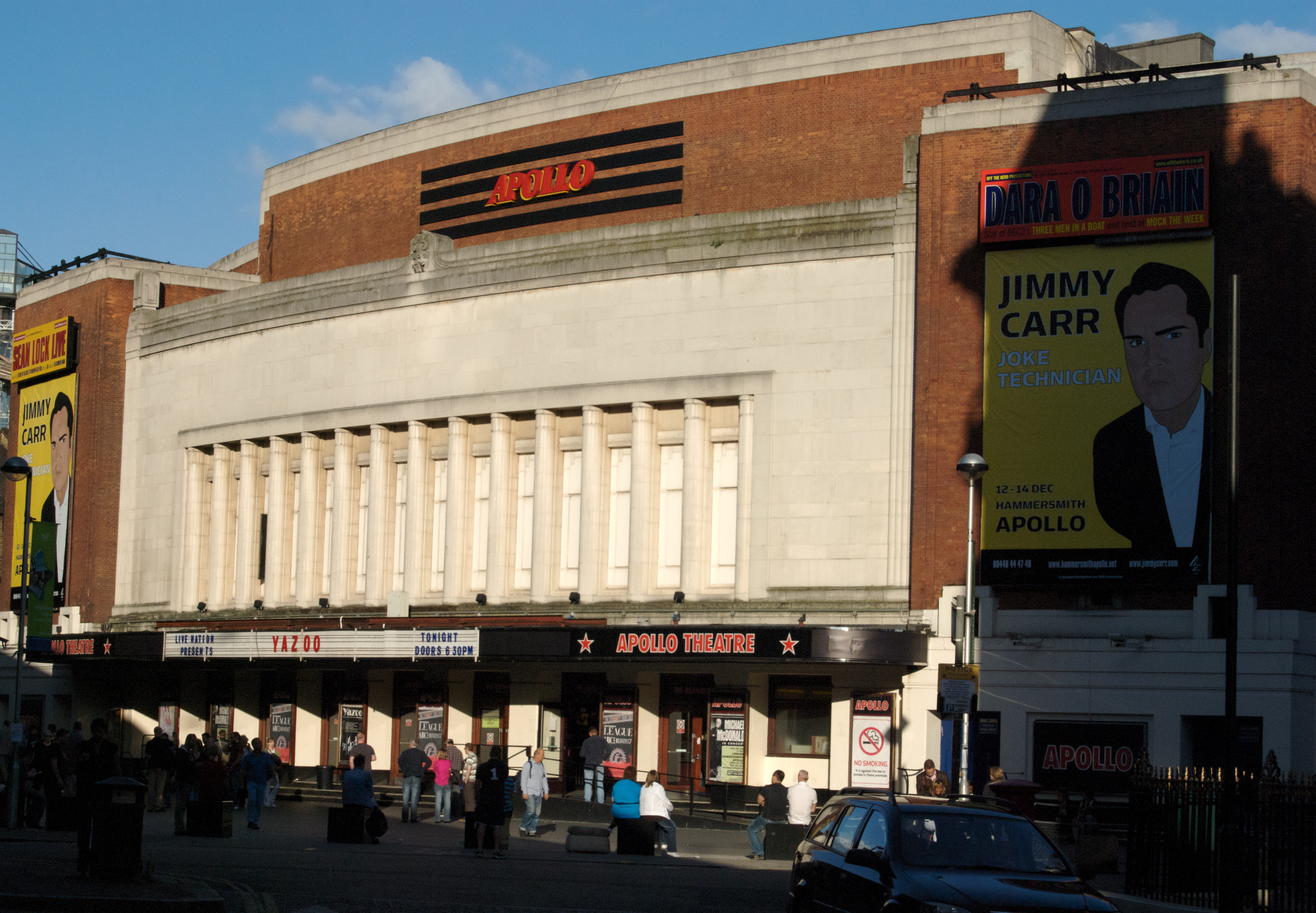
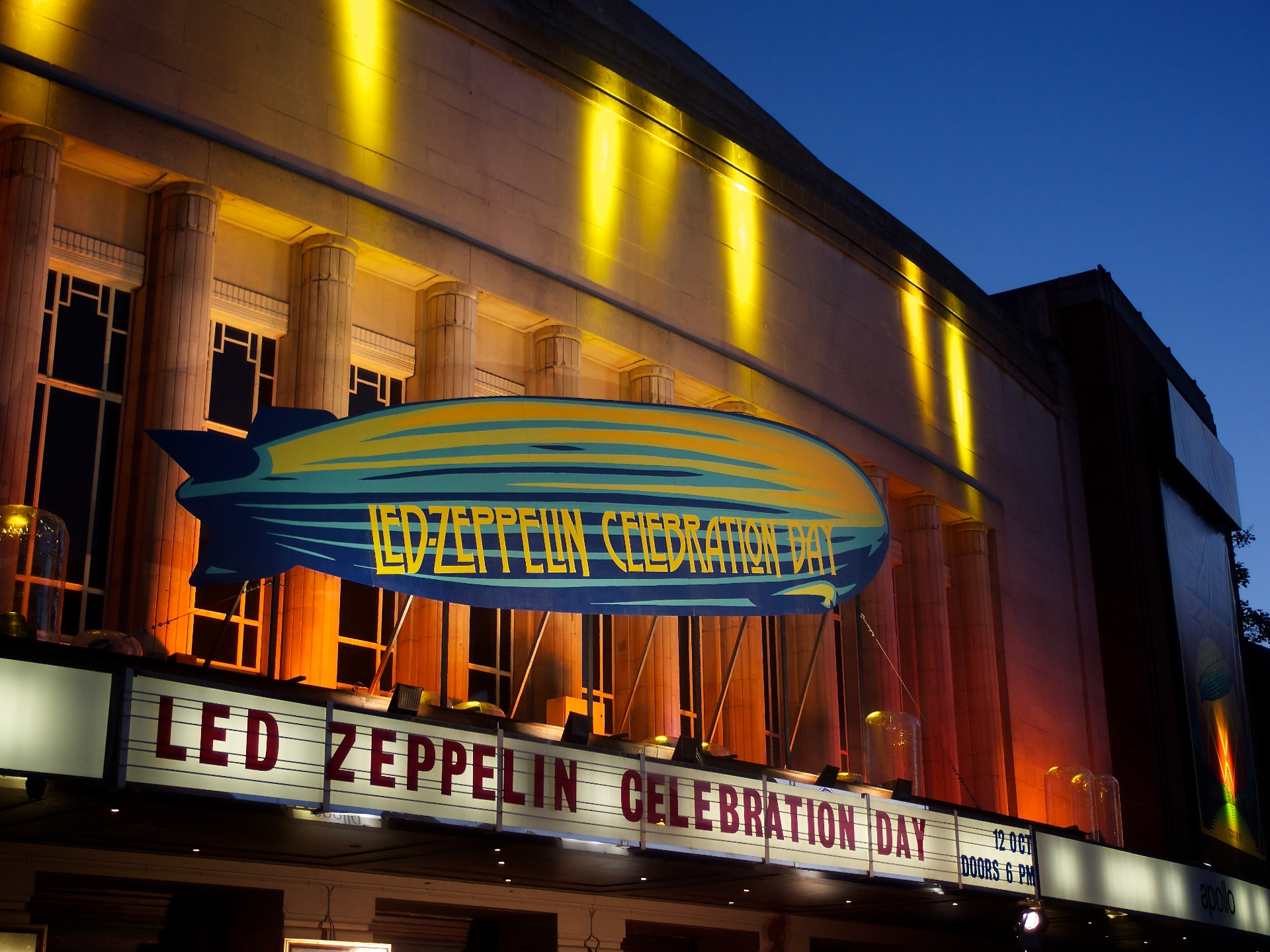
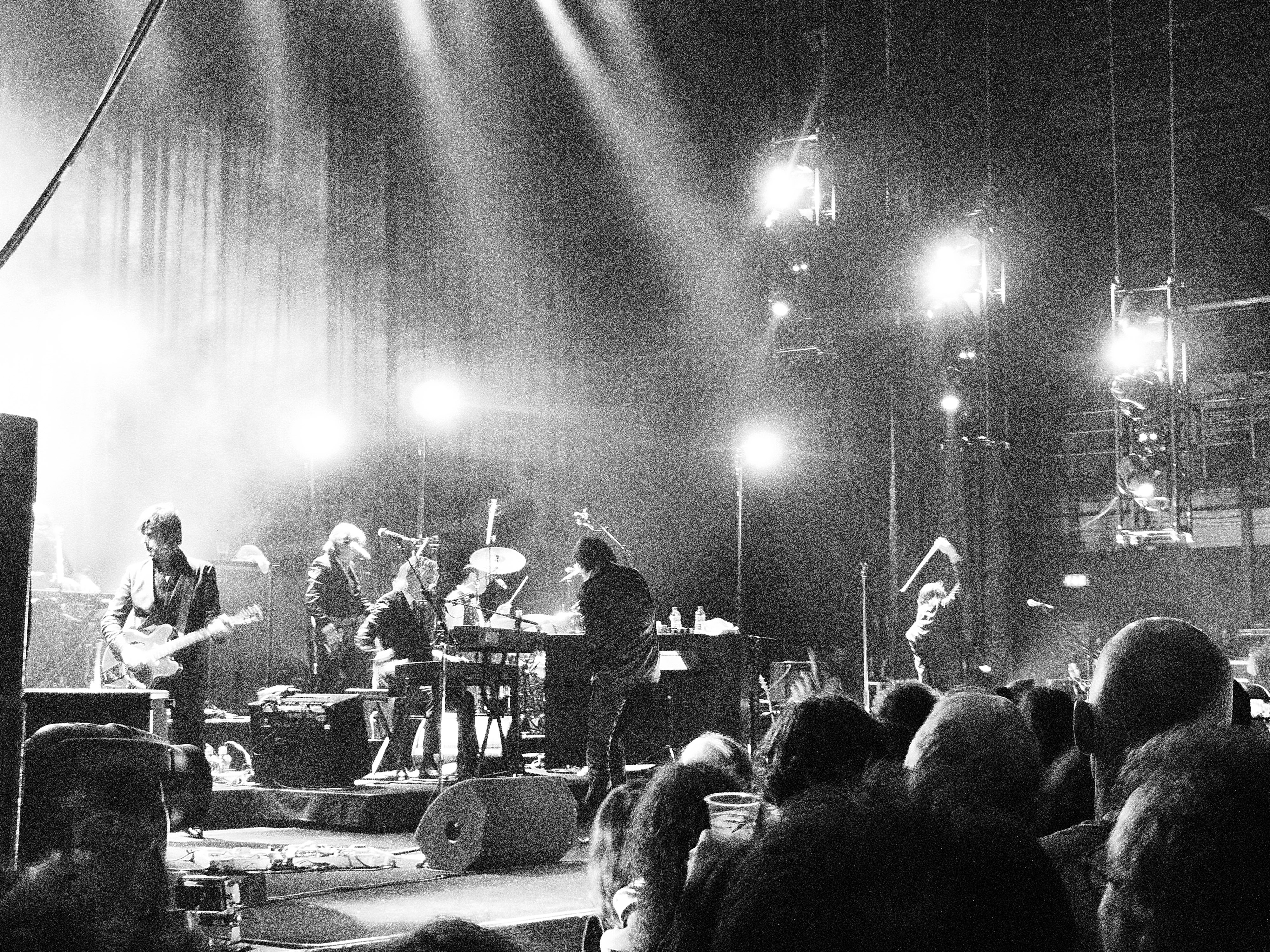
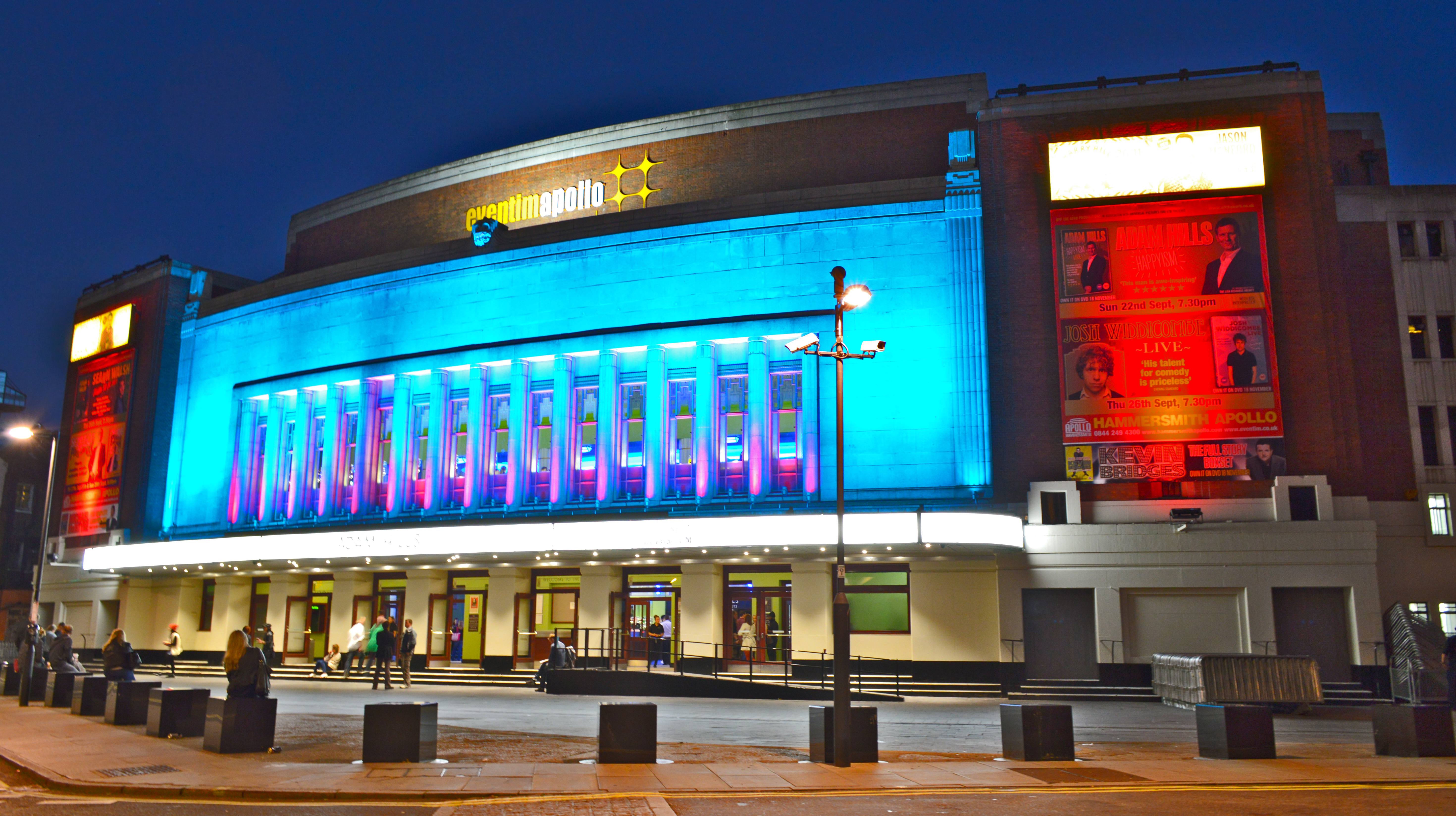